# Bulbul fourmilier
Bleda canicapillus
Espèce
Statut de conservation UICN

 LC  : Préoccupation mineure
Le Bulbul fourmilier (Bleda canicapillus) est une espèce de passereaux de la famille des Pycnonotidae.

## Habitat
Son habitat naturel est les forêts sèches tropicales et subtropicales, les forêts humides et les marais en plaine tropicale ou subtropicale.

## Répartition et habitat
Cet oiseau est réparti en Afrique de l'Ouest.
D'après Alan P. Peterson, il existe 2 sous-espèces :
- Bleda canicapillus canicapillus (Hartlaub, 1854) — sud de l'Afrique de l'Ouest
- Bleda canicapillus morelorum Erard, 1992 — Gambie et Casamance